# Campionato italiano Para Ice Hockey 2019-2020
Il Campionato italiano Para Ice Hockey 2019-2020 è stata la sedicesima edizione di questo torneo organizzato dalla Federazione Italiana Sport del Ghiaccio, la terza con la nuova denominazione dello sport (Para Ice Hockey in luogo di Ice Sledge Hockey) voluta dal Comitato Paralimpico Internazionale.

## Formula e partecipanti
Le compagini iscritte sono rimaste le medesime tre: le rappresentative regionali di Piemonte (Tori Seduti), Lombardia (Armata Brancaleone) e Alto Adige (South-Tyrol Eagles, campioni in carica).
La formula della regular season è tuttavia cambiata: viene disputato un singolo girone di andata e ritorno, anziché due. Resta invariata la disputa della finale, con una serie al meglio delle tre gare tra le prime due squadre classificate al termine della regular season, con le prime due gare disputate in casa della squadra meglio classificata e l'eventuale terza in casa della seconda classificata.
Un'ulteriore novità riguarda la Coppa Italia, che verrà assegnata alla squadra vincitrice della stagione regolare.

## Regular season
| Pos | Squadra            | G | V | VS | PS | P | GF | GS | DG  | Pt | Risultato               |
| --- | ------------------ | - | - | -- | -- | - | -- | -- | --- | -- | ----------------------- |
| 1   | South-Tyrol Eagles | 4 | 3 | 0  | 0  | 1 | 17 | 5  | +12 | 9  | Qualificate alla finale |
| 2   | Armata Brancaleone | 4 | 2 | 0  | 0  | 2 | 6  | 7  | −1  | 6  | Qualificate alla finale |
| 3   | Tori Seduti        | 4 | 1 | 0  | 0  | 3 | 3  | 14 | −11 | 3  |                         |

| 1ª           | giornata                         | 5ª           |
| 26 ott. 2019 |                                  | 11 gen. 2020 |
| 1-0          | Tori Seduti - Armata Brancaleone | 0-3          |

| 3ª           | giornata                                | 6ª          |
| 10 nov. 2019 |                                         | 1 feb. 2020 |
| 1-0          | Armata Brancaleone - South-Tyrol Eagles | 2-6         |

| 2ª          | giornata                         | 4ª          |
| 9 nov. 2019 |                                  | 7 dic. 2019 |
| 0-2         | Tori Seduti - South-Tyrol Eagles | 2-9         |

### Coppa Italia
Le South-Tyrol Eagles si aggiudicano la regular season e pertanto vincono la Coppa Italia.

## Play-off

### Tabellone
|  | Finale |                    |                    |   |   |  |
|  |        |                    |                    |   |   |  |
|  | 1      | South-Tyrol Eagles | South-Tyrol Eagles | 5 | 5 |  |
|  | 2      | Armata Brancaleone | Armata Brancaleone | 0 | 0 |  |

### Pandemia di COVID-19
Le due gare di finale del campionato, previste per il 7 e 8 marzo, vennero giocate a porte chiuse come misura di contenimento della Pandemia di COVID-19 del 2020 in Italia.

### Finale

#### Gara 1
| Arbitri: | Simone Soraperra Walter Zuccatti |

| |           |  |
| Kafmann (Winkler, Planker) 0:37 Torella (Winkler) 20:42 Winkler (Planker) 40:35 Torella 41:32 Kerschbaumer (Larch) 42:43 | Marcatori |  |

#### Gara 2
| Arbitri: | Simone Soraperra Federico Giacomozzi |

| |           |  |
| Larch (Enderle, Torella) 6:30 Kafmann (Planker) 7:13 Kafmann (Winkler, Cavaliere) 9:05 Winkler (Planker) 26:44 Torella (Larch, Kafmann) 44:35 | Marcatori |  |

## Classifiche individuali

### Classifica marcatori
I dati si riferiscono alla regular season.
| Pos. | Squadra            | Giocatore           | G | A | Pt |
| ---- | ------------------ | ------------------- | - | - | -- |
| 1    | South-Tyrol Eagles | Florian Planker     | 6 | 4 | 10 |
| 2    | South-Tyrol Eagles | Werner Winkler      | 3 | 5 | 8  |
| 3    | Armata Brancaleone | Alessandro Andreoni | 3 | 3 | 6  |
| 3    | South-Tyrol Eagles | Christoph Depaoli   | 3 | 3 | 6  |
| 5    | South-Tyrol Eagles | Gianluca Cavaliere  | 1 | 4 | 5  |
| 6    | South-Tyrol Eagles | Francesco Torella   | 3 | 1 | 4  |
| 7    | Tori Seduti        | Andrea Macrì        | 3 | 0 | 3  |
| 8    | Armata Brancaleone | Bruno Balossetti    | 2 | 1 | 3  |
| 9    | Armata Brancaleone | Lorenzo D'Andrea    | 0 | 3 | 3  |
| 9    | South-Tyrol Eagles | Stephan Kafmann     | 0 | 3 | 3  |
| 9    | South-Tyrol Eagles | Alex Enderle        | 0 | 3 | 3  |

### Classifica portieri
I dati si riferiscono alla regular season. Sono presi in considerazione i portieri che hanno giocato almeno un terzo degli incontri.
| Pos. | Squadra            | Giocatore          | %SVS | GAA  |
| ---- | ------------------ | ------------------ | ---- | ---- |
| 1    | Armata Brancaleone | Santino Stillitano | 85,1 | 1,75 |
| 2    | South-Tyrol Eagles | Rupert Kanestrin   | 81,8 | 1,00 |
| 3    | South-Tyrol Eagles | Julian Kasslatter  | 70   | 1,55 |
| 4    | Tori Seduti        | Gabriele Ariaudo   | 66,7 | 3,28 |